# Бородниця Гатчера
Бородниця Гатчера (Barbilophozia hatcheri) — вид печіночників порядку юнгерманіальних (Jungermanniales).

## Поширення
Батьківщиною є Європа, Азія, Північна Америка, Південна Америка, субантарктичні острови.
Росте на безвапняних субстратах у тінистих або напівтінистих місцях, альпійських також у сонячних і сухих місцях, у субальпійських лісах — тут часто на відкритих коренях дерев — у карликових чагарниках, альпійських галявинах, щебенях і брилах, а також на силікатних скелях.

## Характеристика
Утворює килимки від жовто-зеленого до темно-зеленого або засмаглого кольору. Ширина від лежачих до висхідних рослин досягає ≈ 2 міліметрів. Нижня сторона їх густо вкрита короткими ризоїдами. Бокові листки прикріплені до стебла під кутом, ≈ 1,2 міліметра в довжину і 1,5 міліметра в ширину, розділені у верхній третині зазвичай на чотири, рідше на три або, у високогірних рослин, іноді лише на дві частки. Зовнішні частки часто трохи менше внутрішніх. Зазвичай часточки чітко загострені. Вії, що складаються з подовжених клітин, присутні в основі листка. Нижні листки, часто приховані в ризоїдах, дволопатеві. Вид дводомний. На кінчиках часток листя на кінцях пагонів є червоні кутасті тільця для розмноження.